# Seguridad nuclear en Estados Unidos

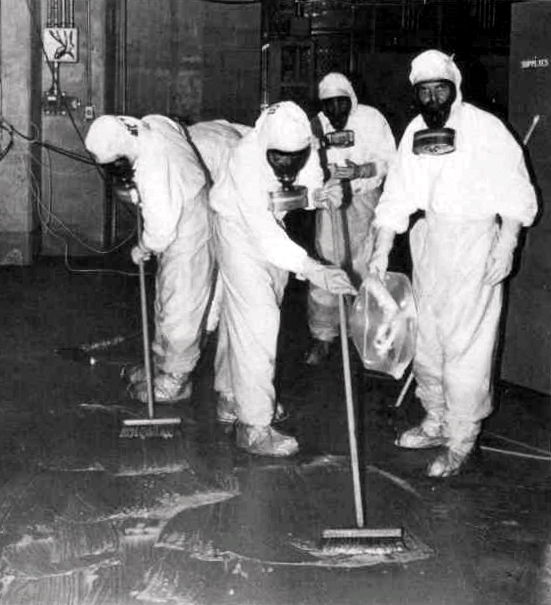
Personal de limpieza de la central nuclear de Three Mile Island, limpiando contaminación radiactiva

La Seguridad nuclear en Estados Unidos está controlada por regulaciones federales y continúa siendo estudiada por la Comisión Reguladora Nuclear (en inglés: Nuclear Regulatory Commission, NRC). La seguridad de las plantas y materiales nucleares controlados por el gobierno estadounidense para la investigación y producción de armas, así como aquellos que propulsan buques de guerra de la armada, no son controlados por la NRC.
Después del desastre nuclear de Fukushima Daiichi, lo más probable es un incremento en los requerimientos para la administración de combustible gastado en el mismo sitio y amenazas de diseño base más altas para las plantas de energía nuclear. La extensión de licencias para los reactores existentes encararán escrutinios adicionales, con el resultado dependiendo del grado en que las plantas pueden cumplir con los nuevos requerimientos, y algunas de las extensiones ya otorgadas para más de los 60 de los 104 reactores en operación en Estados Unidos podrían ser revisadas. El almacenamiento en el mismo sitio, el almacenamiento de largo plazo consolidado, y la eliminación geológica del combustible gastado lo "más probable es que sean revaluados a la luz de la experiencia de lo sucedido a la piscina de acopio de Fukushima".

## Alcance
El tópico de seguridad nuclear cubre:
- La investigación y pruebas de los posibles incidentes/eventos en instalaciones nucleares,
- Qué equipos y acciones son diseñados para prevenir que aquellos incidentes/eventos provoquen consecuencias serias,
- El cálculo de las probabilidades de que fallen múltiples sistemas y/o acciones y que de esa forma provoquen consecuencias serias,
- La evaluación de la posible cronología y alcance de aquellas consecuencias serias (el peor resultado posible en los casos extremos es la liberación de radiación),
- Las acciones tomadas para proteger al público durante la liberación de radiación,
- El entrenamiento y prácticas ejecutados para asegurar la preparación en el caso de que ocurra un incidente o evento.
- Accidentes que han ocurrido.

En los párrafos siguientes los nombres de las regulaciones federales serán abreviadas en la forma normalizada. Por ejemplo, "Código de Regulaciones Federales, Título 10, Parte 100, Sección 23" será anotado como "10CFR100.23".

## Problemas
Más de un cuarto de los operadores de plantas nucleares estadounidenses "han fallado en comunicar a los reguladores acerca de defectos en los equipos que podrían poner en peligro la seguridad del reactor", de acuerdo un informe de la Comisión Reguladora Nuclear.
En febrero de 2011, un importante fabricante en la industria nuclear informó un posible "substancial peligro de seguridad" con las barras de control de más de una docena de reactores en todo Estados Unidos. GE Hitachi Nuclear Energy dijo que había descubierto extensivo agrietamiento y "distorsión del material", y recomendó que los reactores de agua en ebullición que utilizaban sus hojas de varillas de control "Marathon" las reemplazaran más frecuentemente de lo que les había sido informado. Si la vida de diseño no era revisada "podría resultar en un significativo agrietamiento de las hojas de control que podría crear, si no era corregido, un substancial peligro de seguridad y esto es considerado una condición que se debe informar", comunicó la compañía en su informe a la NRC.

### Almacenamiento de los desechos radioactivos
El desastre nuclear de Fukushima ha reabierto preguntas acerca del riesgo en los reactores nucleares estadounidenses, y especialmente sobre las piscinas que almacenan combustible gastado. En marzo de 2011, los expertos nucleares le dijeron al Congreso que las piscinas de combustible gastado en las plantas de energía nuclear estadounidenses estaban demasiado llenas. Un incendio en una piscina d combustible gastado podría liberar cesio-137. Los expertos dicen que toda la política acerca del manejo del combustible gastado debería ser revisada a la luz de lo ocurrido en Fukushima I.
Con la cancelación del repositorio de desechos nucleares de Yucca Mountain en Nevada, más desechos nucleares están siendo cargados en contenedores de metal sellados rellenos con gas inerte. Muchos de estos contenedores serán almacenados en regiones costeras o ribereñas donde existen ambientes atmosféricos salinos, y el MIT está estudiando como los contenedores secos se desempeñan en ambientes salinos. Algunos esperan que los contenedores puedan ser usados por 100 años pero agrietamiento relacionado con la corrosión podría ocurrir en 30 años o menos. Robert Álvarez, un antiguo empleado del Departamento de Energía quien supervisaba los temas nucleares, dijo que los contenedores secos podían proporcionar almacenaje seguro hasta que un repositorio nuclear permanente fuera construido y llenado, un proceso que podría tomar décadas.

### Riesgo de terremotos
Al menos cinco reactores nucleares estadounidenses se encuentran en zonas sísmicas que pueden ser afectadas por terremotos, potencial mente exponiéndolos a las fuerzas que dañaron a la planta nuclear de Fukushima en Japón. Los "reactores en riesgo son la Central Nuclear de Diablo Canyon y la Estación Generadora Nuclear de San Onofre en California; el central nuclear de South Texas cerca de la costa del Golfo de México; la Central Nuclear de Waterford en Luisiana; y la Planta Eléctrica Brunswick Steam en Carolina del Norte". Aproximadamente un tercio de los reactores en Estados Unidos son reactores de agua en ebullición, que usan la misma tecnología de los reactores afectados por el accidente nuclear de Fukushima I en Japón. Doce reactores estadounidenses de la misma época de los Central Nuclear Fukushima Daiichi están localizados en zonas sísmicamente activas.
Las plantas de energía nuclear están diseñadas para resistir terremotos creíbles ("Base Operacional para Terremotos" y "Apagado Seguro para Terremotos") sin ningún daño al equipamiento relacionado con la seguridad de acuerdo al Apéndice A "Criterios Sísmicos y Geológicos para las Centrales de Energía Nuclear" del 10CFR100. Los criterios de ubicación geológicos y sísmicos están controlados por la regulación federal 10CFR100.23.

### Diseño del reactor GE Mark 1
Los expertos han criticado por mucho tiempo el diseño del reactor Mark I de General Electric, debido a que tienen un recipiente de contención relativamente débil. Tres científicos de General Electric renunciaron 35 años atrás en protesta por el diseño del sistema de contención del Mark I. David Lochbaum, directo de seguridad nuclear de la Union of Concerned Scientists, ha cuestionado repetidamente la seguridad del diseño del reactor GE Mark I de la planta de Fukushima I, diseño que es usado en casi 25% de las instalaciones nucleares de Estados Unidos.

### Envejecimiento de los reactores nucleares
Una preocupación importante en el campo de la seguridad nuclear es el envejecimiento de los reactores nucleares. Los investigadores de la Pennsylvania State University usarán ondas ultrasónicas para buscar grietas y otros defectos en partes metálicas calientes, con el propósito de identificar defectos a nivel de microescala que llevan a grietas más grandes con el tiempo.

### Consideraciones demográficas
Los criterios demográficos para la localización de centrales nucleares en Estados Unidos son cubiertos por la regulación federal 10CFR100.11.
Distancias mínimas deber ser establecidas para un área de exclusión (la que se normalmente se encuentra al interior de la valla del Área Protegida), una zona de baja población y la distancia al centro poblado. Para calcular las distancias mínimas aseguradas para cada uno de estos estándares, una cantidad máxima posible de fuga radioactiva (llamada una condición fuente<re>Definición de la NRC (en inglés). La NRC lo define como: "Los tipos y cantidades de materiales radioactivos o peligrosos liberados al ambiente a continuación de un accidente".</ref>) debe ser asumida y al mismo tiempo se debe asumir el peor escenario para las condiciones de viento.
Las centrales nucleares en su solicitudes de licenciamiento hasta el momento han usado los datos de lluvia radiactiva extremadamente conservadores de un más que anticuado estudio WASH-1400. La NRC ha desautorizado los supuestos y así los resultados del WASH-1400 como siendo demasiados pesimistas (ver NUREG-1150), y está en proceso de generar un estudio actualizado (ver SOARCA).
Un cálculo delimitador usando una condición fuente del WASH-1400 normalmente calcula una Zona de Planeamiento de Emergencia (en inglés: Emergency Planning Zone, EPZ) mínima de aproximadamente 5 millas (8 km) desde la planta, que en la práctica es redondeada a 10 millas (16 km) para su implementación en terreno.

### Ataque terrorista
Después del 9/11, parecería prudente que las centrales nucleares se prepararan para el ataque por un grupo terrorista grande y bien armado. Pero la Comisión Regulatoria Nuclear, al revisar sus reglas de seguridad, decidió que no requería que las plantas fueran capaces de defenderse a sí mismas contra grupos que poseyeran armas sofisticadas. De acuerdo a un estudio realizado por la Oficina de Contralaría del Gobierno (en inglés: Government Accountability Office), la NRC parece haber basado su revisadas reglas en lo que la industria considera razonable y factible para defenderse más que en una evaluación de la amenaza terrorista propiamente tal.

#### El área protegida
El área protegida encierra la Zona de Exclusión (como está definida en 10CFR100.3). También sirve como una zona de seguridad, dentro de la cual sólo individuos confiables son permitidos desplazarse sin escolta.
El área protegida está rodeada por una valla doble, y la brecha entre las dos es monitoreada electrónicamente. Hay muy pocas puertas, y aquellas están bien resguardadas. Numerosas otras medidas de seguridad están implementadas.

#### El escudo antimisil
El escudo antimisil que protege la estructura de contenimiento fue originalmente ideada para protegerla únicamente de las fuerzas naturales, tales como tornados. Por ejemplo, usualmente está diseñada para resistir el impacto de un poste telefónico volando a 60 millas por hora (100 km/h) y golpeándola de frente. Una planta, la Central Nuclear de Turkey de Florida, sobrevivió al impacto directo del Huracán Andrew de categoría 5 en 1992, sin ningún daño a la infraestructura de contenimiento.
Ningún escudo antimisil actual ha sido sometido a una prueba de impacto de un avión. Sin embargo, una prueba altamente similar fue hecha y filmada en el Sandia National Laboratories (ver Edificio de contenimiento), y el blanco quedó esencialmente sin ningún daño (el concreto reforzado es altamente resistente tanto al impacto como al fuego). El presidente de la NRC ha dicho las plantas de energía nuclear son estructuras inherentemente robustas que nuestros estudios han mostrado que proporcionan una protección adecuada en el hipotético ataque por un avión. La NRC también ha tomado acciones que obligan a los operadores de las plantas de energía nuclear a ser capaces de manejar grandes incendios o explosiones - no importa que los causó.

### Procedimientos
En Estados Unidos, la Licencia de Operación es otorgada por el gobierno y lleva el peso de la ley. El Informe Final de Análisis de Seguridad (en inglés: Final Safety Analysis Report, FSAR) es parte de la Licencia de Operación, y las Especificaciones Técnicas de la planta (que contienen las restricciones que los operadores consultan durante la operación) son un capítulo del FSAR. Todos los procedimientos son comprobados contra las Especificaciones Técnicas y también por un ingeniero de Análisis Transiente, y cada una copia de un procedimiento aprobado es numerada y las copias son controladas (así que la actualización de todas las copias puede ser asegurada). En una central de energía nuclear estadounidense, a diferencia de muchas otras industrias, los procedimientos aprobados conllevan fuerza de ley y violar deliberadamente una es un acto criminal.

### Sistema de Protección del Reactor
En inglés: Reactor Protective System (RPS)

### Eventos de Base de Diseño
"Eventos Base de Diseño, (en inglés: Design Basis Events, DBE) están definidos como las condiciones normales de operación, incluyendo las ocurrencias operacionales anticipadas, accidentes base de diseño, eventos externos y fenómenos naturales para los cuales la planta debe estar diseñada para asegurar sus funciones (b)(1)(i) (A) hasta (C)" de la 10CFR50-49. Estas incluyen (A) mantener la integridad del frontera de presión del refrigerante del reactor; (B) mantener la capacidad de apagar el reactor y mantenerlo en una condición de apagado seguro; O (C) mantener la capacidad de prevenir o mitigar las consecuencias de accidentes que podrían resultar en exposiciones fuera del lugar. Los DBE normales evaluados son Apagón de la Estación (donde todas las fuentes de energía eléctrica del lugar y fuera del lugar son pérdidas por una duración de tiempo especificada) y una pérdida accidental de refrigerante (en inglés: Loss-Of-Coolant Accident, LOCA).
Como mostraron los accidentes nucleares de Fukushima I, las amenazas externas - tales como terremotos, tsunamis, incendios, inundaciónes y ataques terroristas] - son los mayores factores de riesgos para un accidente nuclear serio. A pesar de eso, los operadores de plantas nucleares consideran estas situaciones 'más allá del evento base de diseño' como tan poco probables que ellos no construyen salvaguardias para estas situaciones.

### Evaluación de los riesgos
La NRC (y sus predecesoras) han producido a través de décadas tres análisis principales de los riesgos de la energía nuclear; un cuarto, que abarca todo (el estudio conocido como Análisis de consecuencias del Reactor de Tecnología de Vanguardia (en inglés: State-Of-The-Art Reactor Consequence Analyses, SOARCA) está en desarrollo ahora. El nuevo estudio estará basado en los resultados de pruebas reales, en metodología de evaluación probabilística del riesgo (en inglés: Probabilistic Risk Assessment, PRA) y en las acciones evaluadas de las agencias gubernamentales.
Los estudios existentes (todos los cuales ahora han sido desautorizados por la NRC y que serán reemplazados por el SOARCA) son:
- NUREG-1150 (1991)
- CRAC-II (1982) (basado en los resultados del WASH-1400)
- WASH-1400 (1975)
- WASH-740 (1957) (no basado en PRA)

### Comparación de los riesgos de las centrales de energía nuclear
Actualmente los proveedores de reactores rutinariamente calculan las evaluaciones probabilísticas del riesgo de sus diseños de plantas de energía nuclear.
General Electric ha recalculado las frecuencias de daño del núcleo máximas por año y por planta para sus diseños de plantas de energía nuclear:
BWR/4 — 1 × 10–5 (una planta típica)
BWR/6 — 1 × 10–6 (una planta típica)
ABWR — 2 × 10–7 (operando ahora en Japón)
ESBWR — 3 × 10–8 (enviado para la Aprobación Final del Diseño por la NRC)
El AP1000 tiene una frecuencia de daño de núcleo máxima de  5,09 × 10–7 por planta por año. El Reactor presurizado europeo (en inglés: European Pressurized Reactor, EPR) tiene una frecuencia de daño de núcleo máxima de  4 × 10–7 por planta por año.

## Accidentes
Accidentes de irradiación nuclear han ocurrido en Estados Unidos. Existen varios tipos de accidentes y la fusión del núcleo catastrófica es sólo uno tipo. Los accidentes de criticidad son ráfagas no sostenidas de radiación nuclear que ocurren cuando se junta demasiado material fisible (una substancia capaz de sostener una reacción en cadena de fisión nuclear, por ejemplo, el combustible nuclear), llevando a una reacción nuclear en cadena por un período de tiempo muy breve. Usualmente esto resulta en un fogonazo azul. La proximidad cercana a un evento semejante puede causar envenenamiento por radiación y muerte si la reacción fue lo suficientemente grande.
Una fusión de núcleo es un término para un accidente de un reactor nuclear que resulta en el sobrecalentamiento y fusión del núcleo del reactor. Este es un problema porque se abre a continuación el potencial fallo del edificio de contenimiento, resultando en la fuga de material radioactivo en la atmósfera y el ambiente. Se debe notar que los reactores están diseñados de forma tal de que si existe una fusión de núcleo, el reactor no se irá a supercrítico y causará una explosión nuclear.

### Clasificaciones de la Emergencia
La NRC estableció una escala de clasificación para los eventos de las plantas de energía nuclear para asegurar la consistencia en las comunicaciones y en las respuestas.
Evento Inusual – Esta es la clasificación más baja de los cuatro tipos de emergencia. Esta clasificación indica que ha ocurrido un pequeño problema. No se espera que exista fuga de radiación y las autoridades federales, estatales y del condado son notificadas.
Alerta – Eventos están en proceso o han ocurrido que podrían o han degradado substancialmente el nivel de seguridad de la planta. Cualquier fuga de material radioactivo de la planta se espera que sea limitado a una pequeña fracción de la Guía de Acción Protectora para Incidentes Nucleares (en inglés: Protective Action Guide for Nuclear Incidents, PAG) de la Agencia de Protección Ambiental (en inglés: Environmental Protection Agency, EPA).
Emergencia del Área del Sitio – Eventos están en proceso o han ocurrido que podrían o han provocado una falla grave de las funciones de la planta necesarias para la protección del público. Cualquier fuga del material radioactivo que exista no se espera que exceda las PAG de la EPA excepto cerca del límite del sitio.
Emergencia General – La más seria de las clasificaciones de emergencia e indica un serio problema. Una emergencia general trata de un actual o inminente substancial daño del núcleo o fusión del combustible del reactor con el potencial de la pérdida de la integridad de contenimiento. Las sirenas de emergencia serán tocadas y las autoridades federales, estatales y del condado actuarán para asegurar la seguridad pública. Se puede esperar razonablemente que las fugas de radiación durante una emergencia general excedan las PGA de la EPA para más que la inmediata área del sitio.

### Three Mile Island
El 28 de marzo de 1979, las fallas del equipamiento y los errores del operador contribuyeron a la pérdida de refrigerante y a una fusión parcial del núcleo en la Central Nuclear de Three Mile Island en Pensilvania. Las fallas mecánicas fueron agravadas por la falla inicial de los operadores de la planta en reconocer la situación como una pérdida accidental de refrigerante debido al inadecuado entrenamiento y a factores humanos, tales como descuidos del diseño de la interacción humano-computador relacionados con indicadores ambiguos de la sala de control en la interfaz con el usuario de la planta de energía. En particular, una luz indicadora escondida llevó a un operador a contramandar manualmente al sistema de enfriamiento de emergencia automático del reactor debido a que el operador erróneamente creyó que había demasiada agua refrigerante presente en el reactor y causando la liberación de la presión del vapor. El alcance y la complejidad del accidente quedaron claras en el curso de cinco días, cuando los empleados de Met Ed, autoridades estatales de Pensilvania, y miembros de la Comisión Reguladora Nuclear (NRC) trataban de comprender el problema, comunicar la situación a la prensa y a la comunidad local, decidir si el accidente requería una evacuación de emergencia, y finalmente finalizar la crisis. La autorización de la NRC de la liberación de 152.000 litros de agua contaminada con radiación directamente en el Río Susquehanna llevó a la pérdida de credibilidad con la prensa y la comunidad.
La Asociación Nuclear Mundial ha declarado que la limpieza del sistema del reactor nuclear dañado en TMI-2 tomó cerca de 12 años y costó aproximadamente $973 millones de dólares. Benjamin K. Sovacool, en su evaluación preliminar de 2007 de los accidentes de energía más graves, estimó que el accidente de TMI causó un total de $2,4 mil millones de dólares en daños a la propiedad. Se concordó ampliamente, pero no totalmente, que los efectos sobre la salud del accidente de Three Mile Island fueron de muy bajo nivel. El accidente generó protestas alrededor del mundo.

### Lista de accidentes
| Fecha                    | Localización                             | Descripción | Muertes | Costo (en millones de dólares del 2006) |
| ------------------------ | ---------------------------------------- | --- | ------- | --------------------------------------- |
| 3 de enero de 1961       | Idaho Falls, Idaho, Estados Unidos       | Explosión en la Estación de Pruebas de Reactores Nacional | 3       | $US22                                   |
| 28 de marzo de 1979      | Middletown, Pennsylvania, Estados Unidos | Pérdida de refrigerante y fusión parcial del núcleo, ver accidente de Three Mile Island y efectos sobre la salud del accidente de Three Mile Island                       | 0       | US$2.400                                |
| 15 de septiembre de 1984 | Athens, Alabama, Estados Unidos          | Violaciones de seguridad, error del operador y problemas de diseño fuerzan seis años de corte en la Unidad 2 de Browns Ferry                                              | 0       | US$110                                  |
| 9 de marzo de 1985       | Athens, Alabama, Estados Unidos          | Malfuncionamiento de la instrumentación de los sistemas durante la puesta en marcha, lo que llevó a la suspensión de las operaciones en las tres unidades de Browns Ferry | 0       | US$1.830                                |
| 11 de abril de 1986      | Plymouth, Massachusetts, Estados Unidos  | Problemas recurrentes con el equipamiento fuerzan el apagado de emergencia de la Central Nuclear de Pilgrim de Boston Edison                                              | 0       | US$1.001                                |
| 31 de marzo de 1987      | Delta, Pennsylvania, Estados Unidos      | Apagado de las unidades 2 y 3 de Peach Bottom debido a malfuncionamiento de la refrigeración y problemas del equipos sin aclarar                                          | 0       | US$400                                  |
| 19 de diciembre de 1987  | Lycoming, New York, Estados Unidos       | Malfuncionamiento fuerza a la Niagara Mohawk Power Corporation a apagar la unidad 1 de Nine Mile Point                                                                    | 0       | US$150                                  |
| 17 de marzo de 1989      | Lusby, Maryland, Estados Unidos          | Inspecciones en las unidades 1 y 2 de Calvert Cliff revelaron grietas en las mangas calefactoras presurizadas, forzando extendidos apagados                               | 0       | US$120                                  |
| 10 de febrero de 1996    | Waterford, Connecticut, Estados Unidos   | La fuga de una válvula fuerza el apagado de las unidades 1 y 2 de Millstone Nuclear Power Plant, múltiples fallas de equipos encontradas                                  | 0       | US$254                                  |
| 2 de septiembre de 1996  | Crystal River, Florida, Estados Unidos   | Malfuncionamiento del equipo de equilibrio de la planta fuerza el apagado y a extensivas reparaciones en la unidad 3 de Crystal River                                     | 0       | US$384                                  |
| 16 de febrero de 2002    | Oak Harbor, Ohio, Estados Unidos         | Severa corrosión de las varillas de control fuerza a un corte de 24 meses del reactor de Davis-Besse                                                                      | 0       | US$143                                  |
| 1 de febrero de 2010     | Montpelier, Vermont, Estados Unidos      | Tuberías subterráneas deterioradas de la Central Nuclear de Vermont Yankee producen fugas de tritio radioactivo en los depósitos de agua subterránea                      | 0       | US$700                                  |

## Denunciantes
En 1976 Gregory Minor, Richard Hubbard, y Dale Bridenbaugh denunciaron problemas de seguridad en las plantas de energía nuclear de Estados Unidos. Los tres ingenieros nucleares ganaron la atención de los periodistas y sus revelaciones acerca de las amenazas de la energía nuclear tuvieron un significativo impacto.

## Yoduro de potasio
De acuerdo a la Comisión Regulatorio Nuclear, 20 estados en Estados Unidos han solicitado abastecimiento de yoduro de potasio que la NRC sugiere debería estar disponible para aquellos que viven dentro de 10 millas (16 km) de una planta de energía nuclear en el poco probable evento de un accidente grave. El yoduro es un producto de la fisión en un reactor nuclear, y en el caso de un accidente grave una fracción de ese yoduro es posible que se escape del combustible y se salga del edificio de contenimiento. Si se ingiere, este yoduro tendería a ser acumulado por la tiroides de una persona. El yoduro de potasio (KI) es una droga que puede reducir la cantidad de yoduro radioactivo absorbido por la glándula tiroides del cuerpo, cuando es tomada antes o poco después de la exposición radiológica. El KI ofrece un grado de protección solo a la glándula tiroides y solo en casos donde la fuga contiene yoduro radioactivo. El KI sería adicional a la evacuación y refugio de la población afectada. En casos donde el público puede ser expuesto a ciertos tipos de radioactividad, las autoridades estatales y locales pueden aconsejar a las personas a ingerir yoduro de potasio (KI) en forma de tabletas.
El yoduro de potasio debería ser ingerido por la población durante una emergencia sólo cuando son instruidos por las autoridades de salud pública. Un mensaje del Sistema de Alerta por televisión y radio será transmitido y las autoridades de salud pública informarán cuando ingerir KI. El yoduro de potasio está disponible a las personas que viven dentro de 10 millas (16 km) de la planta. Durante una emergencia, el KI está disponible a la población general en los centros de evacuación.